# IPS 패널
IPS(in-plane switching)는 액정 디스플레이(LCD)를 위한 화면 기술이다. IPS에서 액정 층은 두 장의 유리 표면 사이에 끼워져 있다. 액정 분자들은 미리 정해진 방향(평면 내에서)으로 이 표면들과 평행하게 정렬된다. 분자들은 인가된 전기장에 의해 재배향되지만, 이미지를 생성하기 위해 본질적으로 표면들에 평행하게 유지된다. 이 기술은 1980년대 후반에 널리 사용되던 꼬인 네마틱 액정(TN) 매트릭스 LCD의 강한 시야각 의존성과 낮은 품질의 색상 재현 문제를 해결하기 위해 고안되었다.

## 역사
트루 뎁스(True depth) 방식은 1980년대 후반과 1990년대 초반에 액티브 매트릭스 박막 트랜지스터 액정 디스플레이를 위한 유일한 실행 가능한 기술이었다. 초기 패널은 위에서 아래로 회색조 반전(grayscale inversion)을 보였고, 높은 응답 시간(이러한 종류의 전환의 경우 1ms는 5ms보다 시각적으로 더 좋다)을 가졌다. 1990년대 중반에 이러한 약점을 해결하고 대형 컴퓨터 모니터 패널에 적용될 수 있는 새로운 기술들—일반적으로 IPS와 수직 정렬(VA)—이 개발되었다.
1974년에 특허를 받은 한 가지 접근 방식은 전극을 단일 유리 기판에만 인터디지트(inter-digitated) 방식으로 사용하여 본질적으로 유리 기판과 평행한 전기장을 생성하는 것이었다. 그러나 발명가는 아직 TN 디스플레이보다 우수한 IPS-LCD를 구현할 수 없었다.
철저한 분석 후, 유리한 분자 배열에 대한 세부 사항은 독일에서 군터 바우어(Guenter Baur) 외 다수에 의해 출원되었고 1990년 1월 9일에 미국을 포함한 여러 국가에서 특허를 받았다. 발명자들이 근무했던 프라운호퍼 협회는 이 특허들을 독일 다르므슈타트에 있는 머크 KGaA에 양도했다.
그 직후, 일본의 히타치 제작소는 이 기술을 개선하기 위한 특허를 출원했다. 이 분야의 선두 주자는 히타치 연구 센터에서 근무했던 콘도 가츠미(Katsumi Kondo)였다. 1992년, 히타치 엔지니어들은 박막 트랜지스터 어레이를 매트릭스로 상호 연결하고 픽셀 사이의 바람직하지 않은 부유 필드를 피하기 위한 IPS 기술의 다양한 실용적인 세부 사항들을 개발했다. 히타치는 또한 전극의 모양을 최적화하여 (Super IPS) 시야각 의존성을 더욱 개선했다. NEC와 히타치는 IPS 기술을 기반으로 한 액티브 매트릭스 어드레싱 LCD의 초기 제조업체가 되었다. 이는 평면 패널 컴퓨터 모니터 및 텔레비전 화면에 허용 가능한 시각적 성능을 갖춘 대형 LCD를 구현하는 데 중요한 이정표가 되었다. 1996년, 삼성그룹은 다중 도메인 LCD를 가능하게 하는 광학 패턴 기술을 개발했다. 다중 도메인 및 인-플레인 스위칭은 이후 2006년까지 지배적인 LCD 설계로 남아있다.
이후 LG디스플레이 및 기타 한국, 일본, 대만의 LCD 제조업체들이 IPS 기술을 채택했다.
IPS 기술은 텔레비전, 태블릿 컴퓨터, 스마트폰용 패널에 널리 사용된다. 특히, 2004년부터 2008년까지 IBM 플렉스뷰라는 이름으로 판매된 대부분의 IBM 제품은 CCFL 백라이트를 사용하는 IPS LCD를 사용하며, 2010년부터 애플의 레티나 디스플레이 라벨로 판매되는 모든 제품은 LED 백라이트를 사용하는 IPS LCD를 탑재하고 있다.
| 이름               | 별칭    | 연도 | 장점           | 투과율 또는 명암비 | 비고 |
| ------------------ | ------- | ---- | -------------- | ------------------ | --- |
| Super TFT          | IPS     | 1996 | 넓은 시야각    | 100/100 기본 수준  | 대부분의 패널은 트루컬러를 지원한다. 이러한 개선은 초기 약 50ms의 느린 응답 시간을 대가로 이루어졌다. IPS 패널은 또한 매우 비쌌다.                                    |
| Super-IPS          | S-IPS   | 1998 | 색상 변화 없음 | 100/137            | IPS는 이후 S-IPS(Super-IPS, 히타치 제작소 1998년)로 대체되었으며, 이는 IPS 기술의 모든 이점과 향상된 픽셀 새로고침 타이밍을 제공한다.틀:Quantify                      |
| Advanced Super-IPS | AS-IPS  | 2002 | 높은 투과율    | 130/250            | 히타치 제작소가 2002년에 개발한 AS-IPS는 기존 S-IPS 패널의 명암비를 실질적으로틀:Quantify 향상시켜 일부 S-PVA 다음으로 좋은 수준이 되었다.                            |
| IPS-Provectus      | IPS-Pro | 2004 | 높은 명암비    | 137/313            | IPS 알파 테크놀로지의 최신 패널로 더 넓은 색영역틀:Quantify과 PVA 및 ASV 디스플레이와 일치하는 명암비틀:Quantify를 오프-앵글 글로우(off-angle glowing) 없이 제공한다. |
| IPS Alpha          | IPS-Pro | 2008 | 높은 명암비    |                    | IPS-Pro의 다음 세대 |
| IPS Alpha Next-Gen | IPS-Pro | 2010 | 높은 명암비    |                    | |

| 이름                          | 별칭   | 연도 | 비고 |
| ----------------------------- | ------ | ---- | --- |
| Horizontal IPS                | H-IPS  | 2007 | 전극 평면 배치를 비틀어 명암비를 향상시킨다.틀:Quantify 또한 NEC의 선택적 Advanced True White 편광 필름을 도입하여 흰색을 더 자연스럽게 보이게 한다.틀:Quantify 이는 전문가/사진 LCD에 사용된다. |
| Enhanced IPS                  | E-IPS  | 2009 | 더 넓은틀:Quantify 빛 투과 개구부를 통해 저전력, 저렴한 백라이트 사용이 가능하다. 대각선 시야각을 개선틀:Quantify하고 응답 시간을 5ms로 더욱 단축시킨다.                                         |
| Professional IPS              | P-IPS  | 2010 | 10억 7천만 색상(30비트 색상)을 제공한다. 서브픽셀당 더 많은 가능한 방향(256개 대신 1024개)을 제공하여 더 나은틀:Quantify 트루 컬러 심도를 구현한다.                                              |
| Advanced High Performance IPS | AH-IPS | 2011 | 향상된 색 정확도, 증가된 해상도 및 PPI, 낮은 전력 소비를 위한 더 큰 빛 투과율을 제공한다. |

## 기술

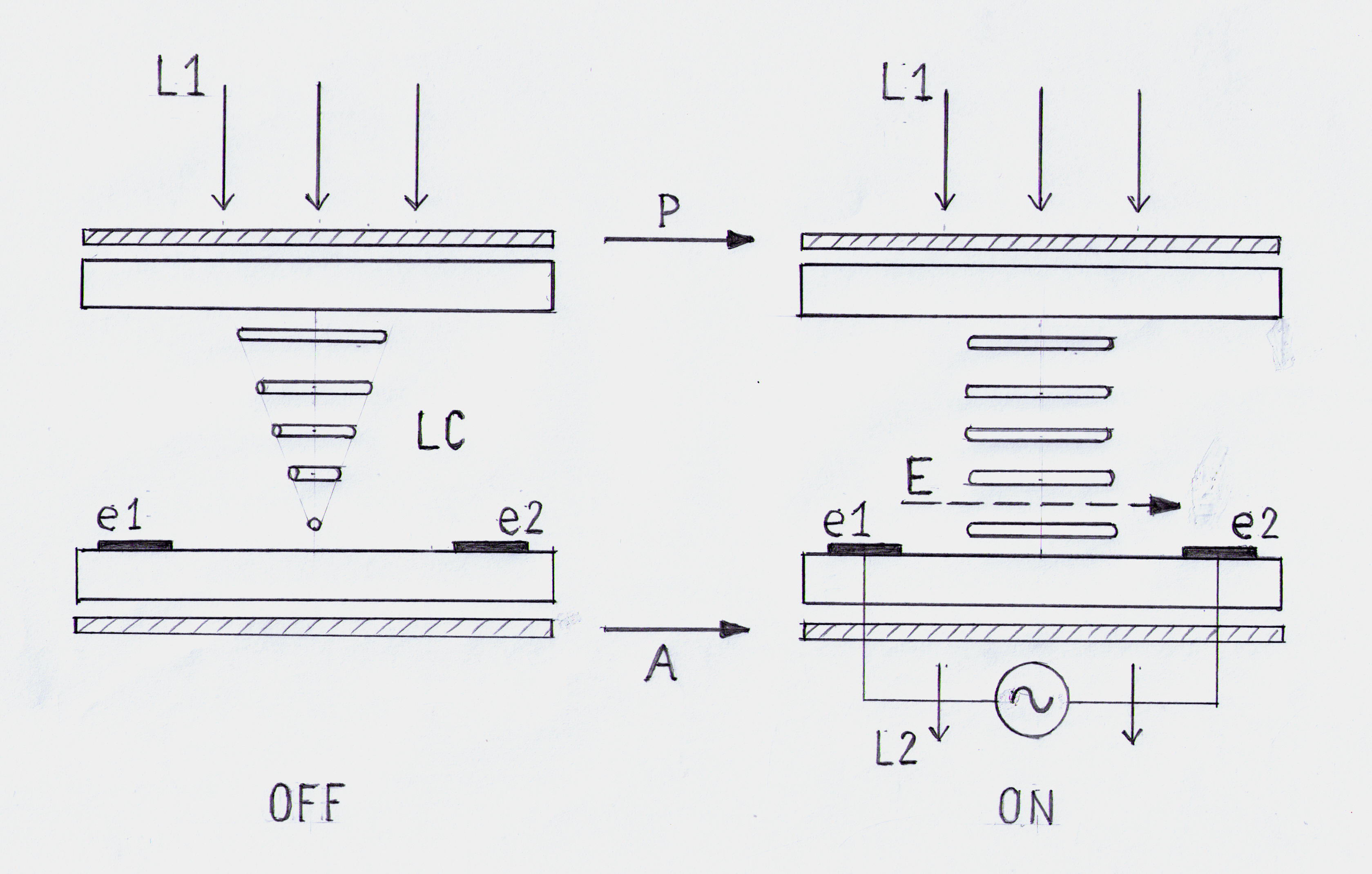
IPS 액정 디스플레이의 개략도

### 구현
이 경우, 두 선형 편광 필터 P와 A는 투과 축이 같은 방향을 가진다. 인가된 전기장 없이 (OFF 상태) 두 유리판 사이에 LC 층의 90도 꼬인 네마틱 구조를 얻기 위해, 유리판의 내부 표면은 경계 LC 분자를 직각으로 정렬하도록 처리된다. 이 분자 구조는 TN LCD와 실질적으로 동일하다. 그러나 전극 e1과 e2의 배열은 다르다. 전극은 같은 평면에 있고 단일 유리판에 있어서 이 판에 본질적으로 평행한 전기장을 생성한다. 다이어그램은 스케일에 맞지 않는다: LC 층은 단지 몇 마이크로미터 두께로, 전극 사이의 거리에 비해 매우 얇다.
LC 분자는 양의 유전 비등방성을 가지며, 인가된 전기장에 대해 장축을 평행하게 정렬한다. OFF 상태(왼쪽 그림)에서는 입사광 L1이 편광자 P에 의해 선형 편광된다. 꼬인 네마틱 LC 층은 통과하는 빛의 편광 축을 90도 회전시켜, 이상적으로는 편광자 A를 통과하는 빛이 없도록 한다. ON 상태에서는 전극 사이에 충분한 전압이 인가되고 해당 전기장 E가 생성되어 다이어그램 오른쪽에 표시된 것처럼 LC 분자를 재정렬한다. 여기서는 빛 L2가 편광자 A를 통과할 수 있다.
실제로는 OFF 상태에서 어떤 비틀림도 없는 등 LC 분자의 다른 구조를 가진 다른 구현 방식이 존재한다. 두 전극이 같은 기판에 있기 때문에, TN 매트릭스 전극보다 더 많은 공간을 차지한다. 이는 또한 명암비와 밝기를 감소시킨다.
Super-IPS는 나중에 더 나은 응답 시간과 색상 재현으로 도입되었다.

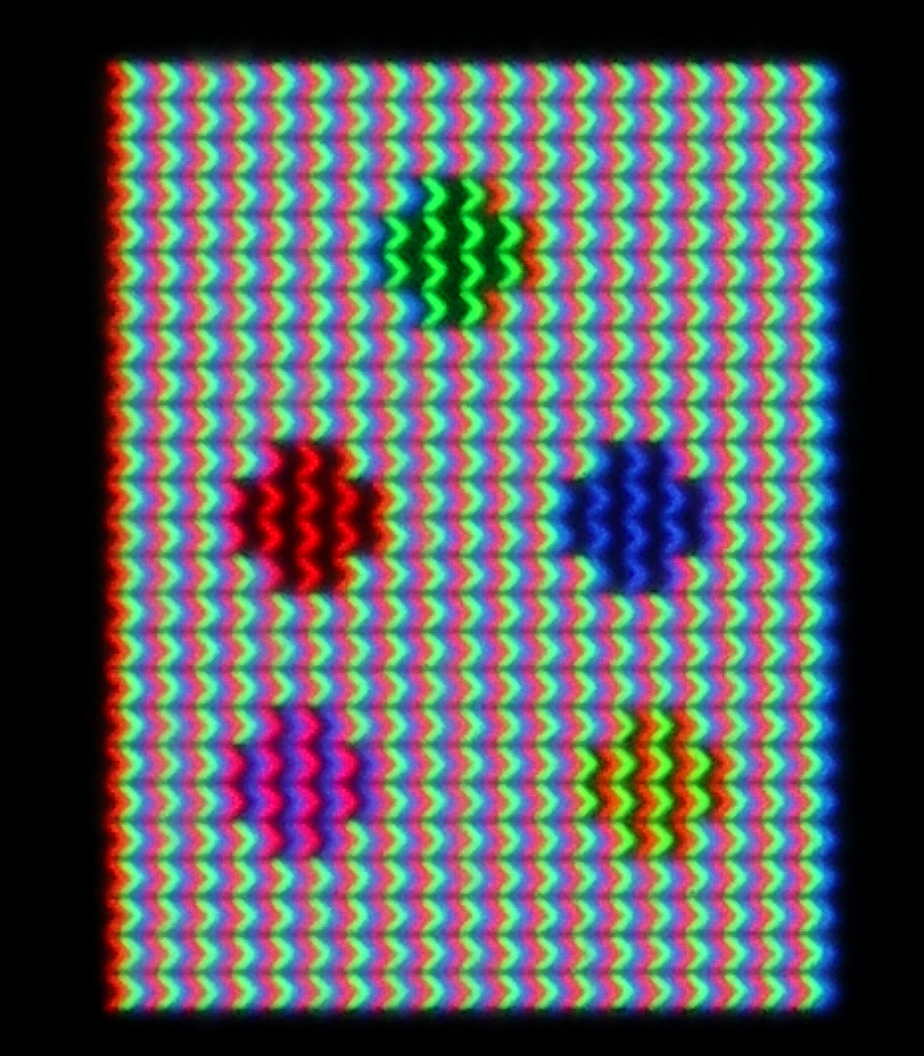
이 픽셀 레이아웃은 S-IPS LCD에서 찾아볼 수 있다. 쉐브론 모양은 시야각을 넓히는 데 사용된다.

### 장점
- IPS 패널은 모든 시야각에서 일관되고 정확한 색상을 표시한다.[18] 2014년 IPS 대 TN 패널의 다른 시야각에서의 색상 일관성 비교는 재팬디스플레이 웹사이트에서 볼 수 있다.[19] 또한, TN 패널에 비해 IPS 패널은 더 많은 색 공간을 표시할 수 있다.
- TN LCD와 달리 IPS 패널은 터치 시 밝아지거나 잔상이 나타나지 않는다. 이는 스마트폰 및 태블릿 컴퓨터와 같은 터치스크린 장치에 중요하다.[20]
- IPS 패널은 반사 없이 선명하고 깔끔한 이미지를 제공하며, 넓은 시야 범위, 안정적인 응답 시간 및 더 나은 색상을 제공한다.[21][16][22]

### 단점
- IPS 패널은 TN 패널보다 최대 15% 더 많은 전력을 필요로 한다.[23]
- IPS 패널은 TN 패널보다 생산 비용이 더 비싸다.
- IPS 패널은 TN 패널보다 픽셀 응답 시간이 느리거나 길다.[24]
- IPS 패널은 때때로 백라이트 블리딩(backlight bleeding)이라는 결함에 취약하다.

## 대체 기술

### 평면 대 라인 전환(PLS)
2010년 말 삼성전자는 주로 LG디스플레이에서 제조하는 인기 있는 IPS 기술의 대안을 제공하기 위해 Super PLS(Plane-to-Line Switching)를 도입했다. 이는 "IPS-타입" 패널 기술이며, LG디스플레이 제품과 성능 기능, 사양 및 특성이 매우 유사하다. 삼성은 과거 능동형 유기 발광 다이오드 패널이 모바일 장치에서 완전한 고선명 비디오 해상도를 구현하는 데 어려움을 겪었기 때문에 능동형 유기 발광 다이오드 패널 대신 PLS 패널을 채택했다. PLS 기술은 LG디스플레이의 IPS 기술과 유사한 삼성의 광시야각 LCD 기술이었다.
삼성은 Super PLS(일반적으로 "PLS"라고 불림)가 IPS에 비해 다음과 같은 장점이 있다고 주장했다.
- 시야각의 추가 개선
- 밝기 10% 증가
- 생산 비용 최대 15% 감소
- 이미지 품질 향상
- 플렉서블 패널

### Advanced Hyper-Viewing Angle (AHVA)
2012년 AU 옵트로닉스는 자체 IPS-타입 기술인 AHVA에 대한 투자를 시작했다. 이는 오랫동안 유지해 온 AMVA 기술(VA-타입 기술)과 혼동해서는 안 된다. 성능과 사양은 LG디스플레이의 IPS 및 삼성의 PLS 제품과 매우 유사하게 유지되었다. 최초의 144Hz 호환 IPS-타입 패널은 2014년 말 (2015년 초에 처음 사용됨) AUO에 의해 생산되었으며, 고주사율 IPS-타입 패널을 제공하는 데 삼성과 LG디스플레이를 앞섰다.

## 제조업체
- AU 옵트로닉스
- 에이서
- BOE 테크놀로지
- 이노룩스 코퍼레이션
- 재팬디스플레이
- LG디스플레이 (2012년 IPS LCD 최대 공급업체로 언급됨)[1]
- 뉴헤이븐 디스플레이
- 파나소닉 액정 디스플레이(Panasonic Liquid Crystal Display Co., Ltd)
- 삼성디스플레이
- 소니 프로페셔널 디스플레이(Sony Professional Display)

## 같이 보기
- 컴퓨터 모니터
- 전자종이
- LCD TV
- 박막 트랜지스터 액정 디스플레이
- 스마트워치
- 액정 디스플레이